# NGC 6629
NGC 6629 is een planetaire nevel in het sterrenbeeld Boogschutter. Het hemelobject werd op 7 augustus 1784 ontdekt door de Duits-Britse astronoom William Herschel.

## Ecliptica
De planetaire nevel NGC 6629 bevindt zich betrekkelijk dicht bij de Ecliptica, en kan daardoor, vanaf de Aarde gezien, regelmatig bezoek krijgen van de planeten van het Zonnestelsel, alsook bedekt worden door de Maan.

## Synoniemen
- PK 9-5.1
- ESO 522-PN26